# 2007-es Tour de Georgia
A 2007-es Tour de Georgia volt az 5. Georgia állambeli kerékpárverseny. Április 16. és április 22. között került megrendezésre, össztávja 1069,7 kilométer volt. A végső győztes a szlovén Janez Brajkovič lett, megelőzve az amerikai Christian Vandevelde-t és a spanyol David Cañadát.

## Szakaszok
| Szakasz | Dátum       | Rajt                | Cél                 | km    | Szakaszgyőztes   | Összetettben vezető |
| ------- | ----------- | ------------------- | ------------------- | ----- | ---------------- | ------------------- |
| 1.      | Április 16. | Peachtree City      | Macon               | 153   | Daniele Contrini | Daniele Contrini    |
| 2.      | Április 17. | Thomaston           | Rome                | 217,2 | Ivan Stević      | Daniele Contrini    |
| 3.      | Április 18. | Rome                | Chattanooga         | 190,2 | Gianni Meersman  | David Cañada        |
| 4.      | Április 19. | Chickamauga         | Lookout Mountain    | 30,4  | Levi Leipheimer  | Janez Brajkovič     |
| 5.      | Április 20. | Dalton              | Brasstown Bald      | 172,1 | Levi Leipheimer  | Janez Brajkovič     |
| 6.      | Április 21. | Lake Lanier Islands | Stone Mountain Park | 182,9 | Fred Rodriguez   | Janez Brajkovič     |
| 7.      | Április 22. | Atlanta             |                     | 123,9 | Juan José Haedo  | Janez Brajkovič     |

## Végeredmény
|    | Versenyző            | Csapat                             | Idő            |
| -- | -------------------- | ---------------------------------- | -------------- |
| 1  | Janez Brajkovič      | Discovery Channel Pro Cycling Team | 25 óra 26' 33" |
| 2  | Christian Vandevelde | Team CSC                           | + 0' 12"       |
| 3  | David Cañada         | Saunier Duval-Prodir               | +3' 04"        |
| 4  | Rubens Bertogliati   | Saunier Duval-Prodir               | +3' 06"        |
| 5  | Kevin Seeldraeyers   | Quick Step-Innergetic              | +4' 22"        |
| 6  | Scott Nydam          | BMC Racing Team                    | +5' 35"        |
| 7  | Jeff Louder          | Health Net - Maxxis                | +6' 00"        |
| 8  | Timothy Johnson      | Health Net - Maxxis                | +6' 59"        |
| 9  | Lucas Euser          | Team Slipstream                    | +10' 08"       |
| 10 | Ivan Santaromita     | Quick Step-Innergetic              | +12' 15"       |